# Pierre-Marie-René Waldeck-Rousseau
Pierre-Marie-René Ernest Waldeck-Rousseau (ur. 2 grudnia 1846 w Nantes, zm. 10 sierpnia 1904 w Corbeil-Essonnes) – francuski polityk. 
W latach 1879–1899 był deputowanym z ramienia Unii Republikańskiej. W latach 1881–1882 i 1883–1885 sprawował urząd ministra spraw wewnętrznych. Jako z zawodu adwokat, bronił Ferdinanda de Lessepsa w związku z aferą Kanału Panamskiego. Od 1894 roku był senatorem, a w latach 1899–1902 - premierem koalicyjnego rządu „obrony republiki”, a także ministrem spraw wewnętrznych. Przyczynił się do ułaskawienia Alfreda Dreyfusa. W 1901 roku doprowadził do uzależnienia zakonów od ich legalizacji przez aparat państwowy.